# Осипов Геннадій Васильович
Геннадій Васильович Осипов (нар. 27 червня 1929, Рузаєвка, Мордовська АРСР, СРСР) — радянський і російський соціолог, філософ, доктор філософських наук, професор, академік Російської академії наук (1991).
До грудня 2017 року виконував обов'язки наукового керівника Інституту соціально-політичних досліджень РАН (ІСПД РАН). У 1991—2002 та в 2006—2017 роках — директор ІСПД РАН. Президент Російської академії соціальних наук (РАСН), член бюро Відділення суспільних наук РАН, президент Євразійської міжнародної асоціації, член Наукової Ради при Раді Безпеки Російської Федерації, президент Міжнародної Академії соціальних наук, почесний президент Російської соціологічної асоціації, співголова Ради президентів Російського союзу громадських академій наук, директор Вищої школи сучасних соціальних наук МДУ, Голова експертної комісії Російської ради олімпіад школярів із суспільствознавства.

## Життєпис
Народився 1939 року в родині Героя Соціалістичної Праці, доктора технічних наук, професора Василя Осипова (1906—1984).
Закінчив школу в Москві, після чого вступив до Військово-повітряної інженерної академії імені М. Є. Жуковського. Пізніше вчений згадував:
Вступив до Академії ім. Жуковського, але мені — домашньому хлопчику, улюбленцю і якоюсь мірою розваги сім'ї, не лягла на душу прийнята у військовому навчальному закладі строга дисципліна… переорієнтувався у професійних уподобаннях і вступив до Інституту міжнародних відносин, хоча конкурс був величезний — 50 осіб на місце— Журнал «Социологические исследования». — 2009. — № 6.
Закінчив Московський державний інститут міжнародних відносин МЗС СРСР (1952) за спеціальністю «юрист-міжнародник» та був прийнятий до аспірантури Інституту філософії АН СРСР. У 1955 році вступив до лав КПРС. Того ж року захистив кандидатську дисертацію на тему: «Про „технократичні“ теорії в сучасній буржуазній соціології», а 1964 року — докторську дисертацію «Марксистська та буржуазна філософія про місце та роль техніки у сучасному суспільному розвитку».
З 1956 року працював науковим співробітником Інституту філософії, у 1968 році обійняв посаду заступника директора, завідувача відділу методології та історії соціології Інституту соціології АН СРСР .

## Родина
Був одружений з соціологом Оленою Осиповою (1927—2018). У шлюбі народилася донька Надія (нар.. 1958), — доктор соціологічних наук, професор, декан соціологічного факультету МДУ .

## Організаторська та наукова діяльність
Завдяки діяльності Геннадія Осипова соціологія стала важливою складовою гуманітарних та соціальних наук у СРСР . Один із організаторів Радянської соціологічної асоціації, на підставі якої був обраний віце-президентом (1958 року). У 1959 — 1972 роках був президентом асоціації.
Був організатором проведення перших соціологічних досліджень у Радянському Союзі та ініціатором створення першого профільного журналу ("Соціологічні дослідження "), що видавався з 1967 року. Він заклав основи соціології політики та зробив вагомий внесок у розробку теоретико-методологічних основ наукових досліджень соціально-політичної ситуації в Росії в нових умовах з урахуванням світової соціологічної думки. У 1960 — 1970-х роках під керівництвом та з ініціативи Геннадія Осипова вперше було перекладено російською праці сучасних американських та англійських соціологів.
Важливим етапом становлення соціології як самостійної науки стала підготовка та видання першого в СРСР наукового посібника з соціології «Робоча книга соціолога» (1976), яке було перекладено багатьма мовами світу. Академік Геннадій Осипов є автором понад 250 наукових праць з актуальних проблем соціології та філософії.
Геннадій Осипов — ініціатор створення двох академічних інститутів: Інституту конкретних соціологічних досліджень АН СРСР (1968) та Інституту соціально-політичних досліджень РАН (1991).
Під редакцією Геннадія Осипова видано праці «Історія соціології в Західній Європі та США» (1993), «Енциклопедичний соціологічний словник» (1995), «Російська соціологічна енциклопедія» (1999), «Соціологічний енциклопедичний словник» (2000).
2008 року був науковим консультантом при захисті докторської дисертації Павла Бородіна на тему: «Соціально-політична стабільність — основна умова розвитку Росії» .
З 2015 року — голова Федерального навчально-методичного об'єднання в системі вищої освіти з укрупненої групи спеціальностей та напрямів підготовки «39.00.00 Соціологія та соціальна робота» .

## Нагороди
- Орден «За заслуги перед Вітчизною» IV ступеня (8 березня 2009)[5] ;
- Орден Олександра Невського (1 жовтня 2021)[6] ;
- Орден Пошани (20 грудня 2004)[7] ;
- Орден Дружби (29 травня 2000)[8] ;
- Почесна грамота Президента Російської Федерації (5 листопада 2014)[9] ;
- Орден святого благовірного князя Данила Московського II ступеня (Російська православна церква);
- Золота медаль імені М. М. Сперанського — за фундаментальні соціологічні дослідження «Соціологія та політика», «Соціологія та соціальна міфотворчість», «Соціальна міфотворчість та соціальна практика» (РАН, 2005).

## Основні наукові праці
Книги
- Техника и общественный прогресс. — М.: Издательство АН СССР, 1959.
- Автоматизация в СССР. — М., 1961.
- Копанка 25 лет спустя. — М., 1965.
- Социология в СССР: В 2-х томах. — М.: Мысль, 1965 (ред.-сост.):
  - Т. 1;
  - Том 2;
* Дробижева Л. М. Рецензия на книгу: Социология в СССР: В 2-х томах. — М.: Мысль, 1966 // Вопросы истории. — 1966. — № 12 (24 березня). — С. 155—160.
- Рабочая книга социолога Архівна копія на сайті Wayback Machine.. — М.: Наука, 1976 (редактор):
  - 2-е изд. 1983;
  - 4-е изд., 2006. — 480 с;
  - 5-е изд. 2009.
- Социальные проблемы труда и производства: Сравнительное советско-польское исследование. — М., 1969 (совм. с Я. Щепаньским).
- Методы измерения в социологии. — М., 1977. (в соавт. с Э. П. Андреевым)
- Теория и практика социологических исследований в СССР. — М., 1979.
- Россия: Национальная идея. Социальные интересы и приоритеты. — М., 1997.
- Социальное мифотворчество и социальная практика. — М.: Норма, 2000. — 543 с.
- Социология и социальное мифотворчество. — М.: Норма, 2002. — 656 с.
- Социология и государственность: Достижения, проблемы, решения. — М.: Вече, 2005.
- Российская академия наук — великое национальное достояние. — М.: Издательство РГСУ, 2006. — 204 с.
- Социология и общество. — М., 2007.
- Глобальный кризис западной цивилизации и Россия. — 2-е изд. — М., 2009. (отв. ред.)
- Социология и политика. — М., 2009.
- Экономика и социология знания. — М., 2009. (совм. с С. В. Степашиным)
- Введение в социологическую науку. — М., 2010.
- Измерение социальной реальности. — М., 2011.
- Возрождение социологической науки в России. — М., 2012.

Статті
- Три встречи с Питиримом Сорокиным // Социологические исследования. — 2004. № 5. — С. 4—9. Архівна копія на сайті Wayback Machine.
- Возрождение российской социологии (60—90-е годы XX века): страницы истории // Социологические исследования. Февраль 2004. № 2. С. 24—30.
- Вступительное слово академика РАН Г. В. Осипова // Мартыненко В. В. Неизвестная политика Банка России. — М.: Издательство ИСПИ РАН, 2004. — С. 9—15. Архівна копія на сайті Wayback Machine.
- Вступительное слово академика РАН Г. В. Осипова // Мартыненко В. В. Кальдера государственной власти. — М.: Издательство ИСПИ РАН; Издательский дом «Академия», 2005. — С. 10—11. Архівна копія на сайті Wayback Machine.